# Airaphilus hirtulus
Airaphilus hirtulus là một loài bọ cánh cứng trong họ Silvanidae. Loài này được Reitter miêu tả khoa học năm 1884.